# 马孔库尔
马孔库尔（法語：Maconcourt，法語發音：[makɔ̃kuʁ] ⓘ）是法国大東部大區孚日省的一个市镇，属于讷沙托区。

## 地理
马孔库尔（48°21'56"N, 5°56'26"E）面积4.9 平方千米，位于法国大東部大區孚日省，该省份为法国东北部内陆省份，北起默兹省和默尔特-摩泽尔省，西接上马恩省，南至上索恩省和贝尔福地区省，东临上莱茵省和下莱茵省。
与马孔库尔接壤的市镇（或旧市镇、城区）包括：阿邦库尔、伯沃赞、弗赖讷河畔多马坦、兰维尔、圣普朗谢、维什雷。

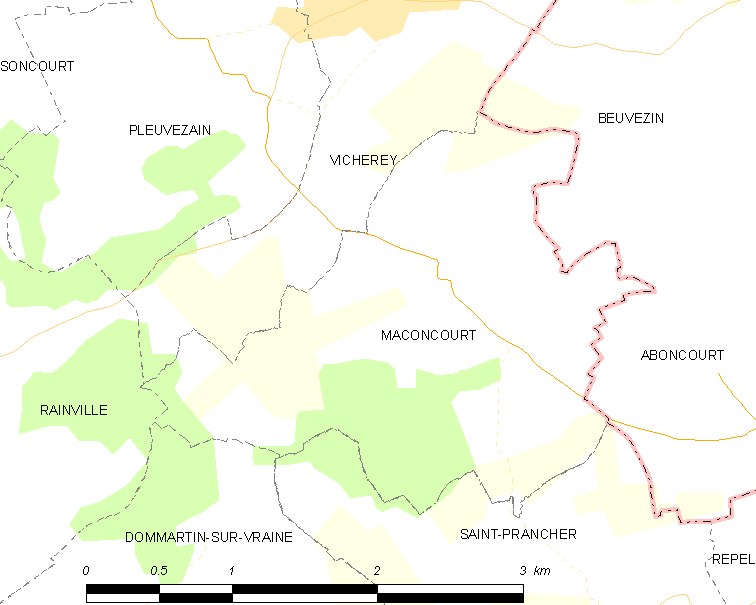
马孔库尔的OSM定位图

马孔库尔的时区为UTC+01:00、UTC+02:00（夏令时）。

## 行政
马孔库尔的邮政编码为88170，INSEE市镇编码为88278。

## 政治
马孔库尔所属的省级选区为米尔库尔县。

## 人口

1962-2008年间马孔库尔人口变化图示

马孔库尔于2022年1月1日时的人口数量为67人。